# Paradores de turismo
 (mai 2011).
Si vous disposez d'ouvrages ou d'articles de référence ou si vous connaissez des sites web de qualité traitant du thème abordé ici, merci de compléter l'article en donnant les références utiles à sa vérifiabilité et en les liant à la section « Notes et références ».
Paradores de Turismo de España (abrégé en Paradores) est une entreprise publique hôtelière espagnole, fondée en 1928 et détenue par l'État. Le terme de parador désigne un établissement hôtelier.

## Description
Les Paradores trouvent leur place dans des châteaux, des forteresses, des couvents, des monastères et d'autres édifices historiques. L'équivalent portugais est le Pousadas de Portugal, fondé en 1942.

### Principes fondateurs
Les trois principes fondamentaux des Paradores sont :
1. Contribuer à la valorisation, l’entretien et la découverte du patrimoine culturel historique, naturel et artistique national.
2. Grâce à leur image qualitative et novatrice, être une vitrine pour la politique touristique gouvernementale.
3. Dynamiser la croissance économique dans les zones à faible fréquentation touristique.

## Historique

### Création
En 1910, le gouvernement espagnol charge le marquis De la Vega Inclán de créer un projet de réseau hôtelier. L'idée principale est d'offrir aux randonneurs une chambre d’hôtes de qualité tout en valorisant l’image de l’Espagne. En 1926, De la Vega Inclán supervise la construction d'un hôtel dans la Sierra de Gredos, qui deviendra le tout premier Parador d’Espagne. Après l'inauguration de ce site en 1928 est créé le Comité Paradores et auberges du Royaume.
Le succès rencontré avec le lancement du premier Parador et l’arrivée prochaine de l’exposition ibéro-américaine encouragent la construction de nouveaux Paradores dans des édifices monumentaux, tels que ceux inaugurés à Oropesa (1930), Úbeda (1930), Ciudad Rodrigo (1931) et Mérida (1933).

### Après-Seconde Guerre mondiale
Durant les années 1960, l’organisation connaît une importante expansion, faisant passer le nombre d’établissement de quarante à quatre-vingt-trois.
La transition démocratique espagnole marque un changement de propriété de la chaîne Paradores, qui devient un organisme géré par l'État. Dans les années 1980, quelques-uns des hôtels publics appartenant à Entusa rejoignent la chaîne Paradores, incluant des établissements symboliques tels que le Parador de Reyes Católicos (Saint-Jacques-de-Compostelle), le Parador de San Marcos (León) et le Parador La Muralla (Ceuta).
En 1991, Paradores devient la société Paradores d'Espagne SA. L'objectif est de rentabiliser Paradores pour en faire une entreprise autonome, tout en assurant la maintenance et le fonctionnement de la chaîne. La chaîne compte alors quatre-vingt cinq établissements et deux restaurants.

### Les Paradores auXXIesiècle
En 2003, l'organisme reçoit la médaille d'or du mérite des beaux-arts par le ministère de l'Éducation, de la Culture et des Sports.

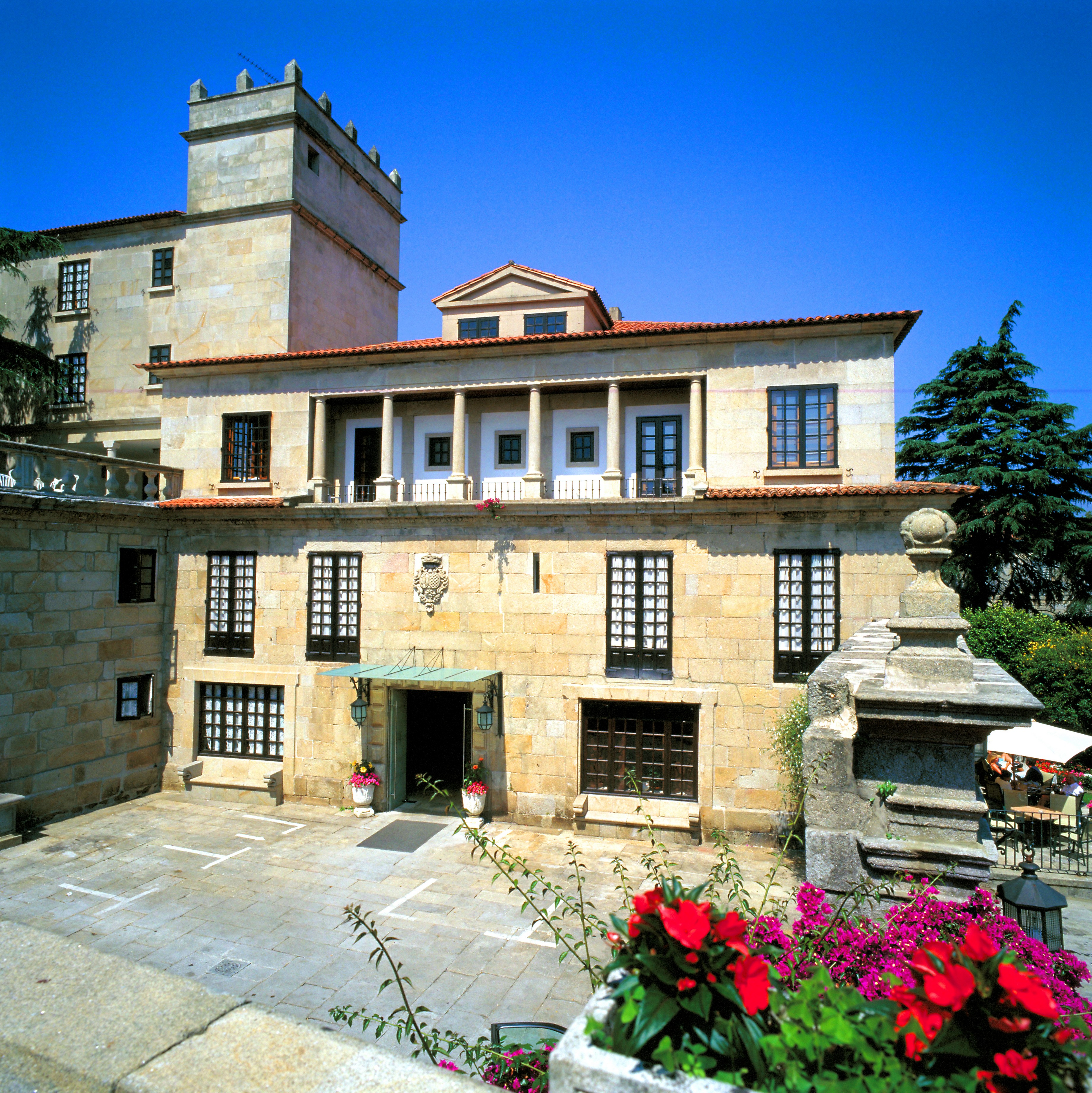
Palais des Comtes de Maceda, Parador de Pontevedra.

Paradores aujourd'hui est un réseau hôtelier de plus de dix mille places dans près de cent établissements, présent dans toutes les régions d’Espagne et emploie plus de quatre mille professionnels.
En 2010, Pardores enregistre 17 millions d’euros de pertes, après 24 millions en 2009. En 2012, les difficultés économiques du réseau hôtelier sont rendues publiques et il devient nécessaire de rechercher des mesures pour garantir son avenir. Le gouvernement de Mariano Rajoy étudie la possibilité de privatiser une grande partie des établissements. Ce sont d'abord les Paradores les moins rentables qui sont proposés aux investisseurs privés. L'opération devrait rapporter deux milliards d'euros à l’État.
En janvier 2013, il est décidé de fermer temporairement plusieurs établissements pour tenter d'améliorer la situation, après avoir conclu un accord avec les travailleurs.
Après six ans de pertes continues, Paradores refait des bénéfices à partir de 2015. Depuis, la société a retrouvé une bonne santé : en 2017 elle fait un chiffre d'affaires de 260,8 millions d'euros pour un bénéfice net de 17,6 millions d'euros.
L'État étant toujours propriétaire, il n'y a donc pas d'avantages distribués sous forme de dividende, l'argent étant réinvesti pour la conservation des établissements.

Paradores
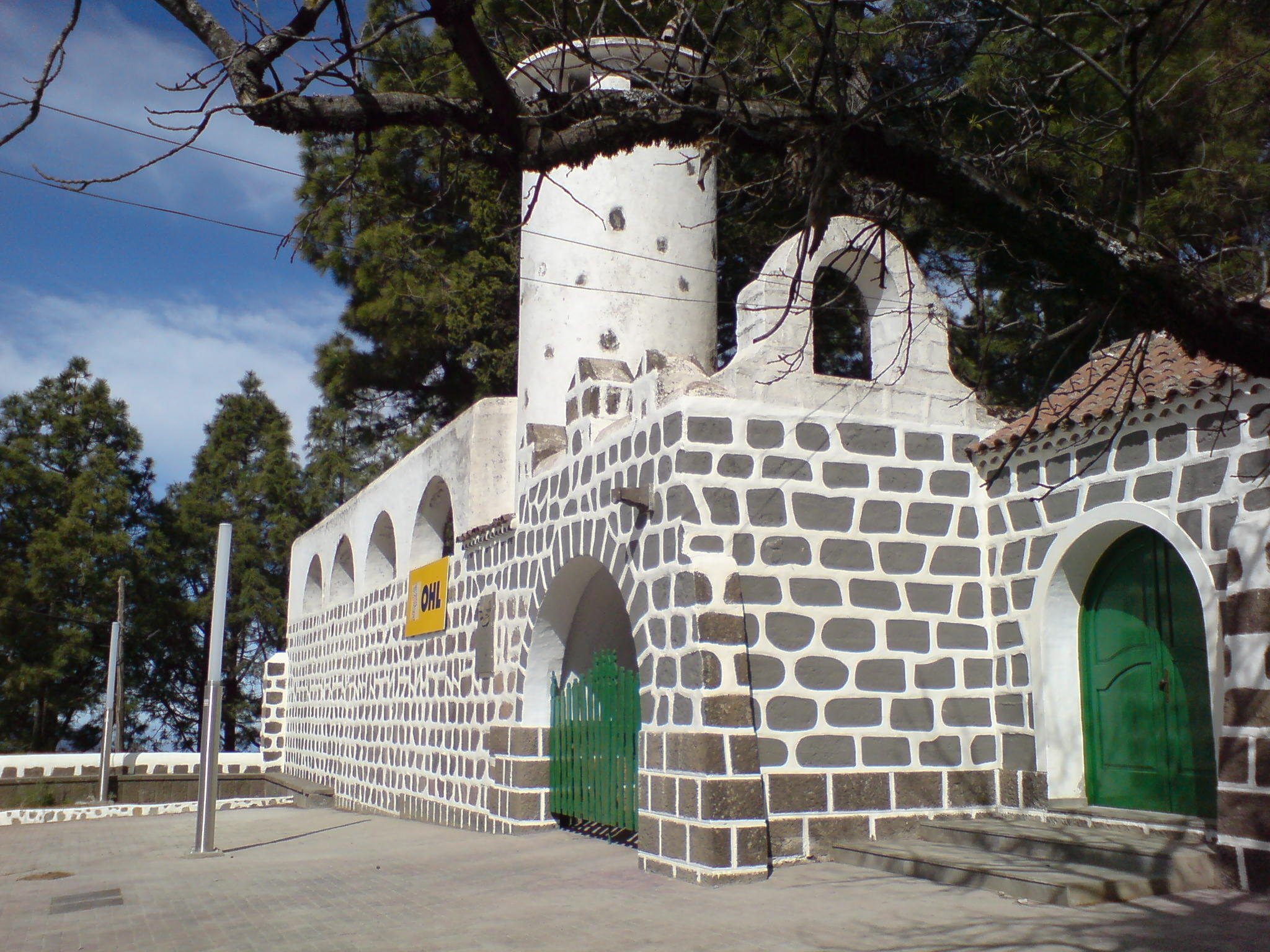
Cruz de Tejeda (Gran Canaria).
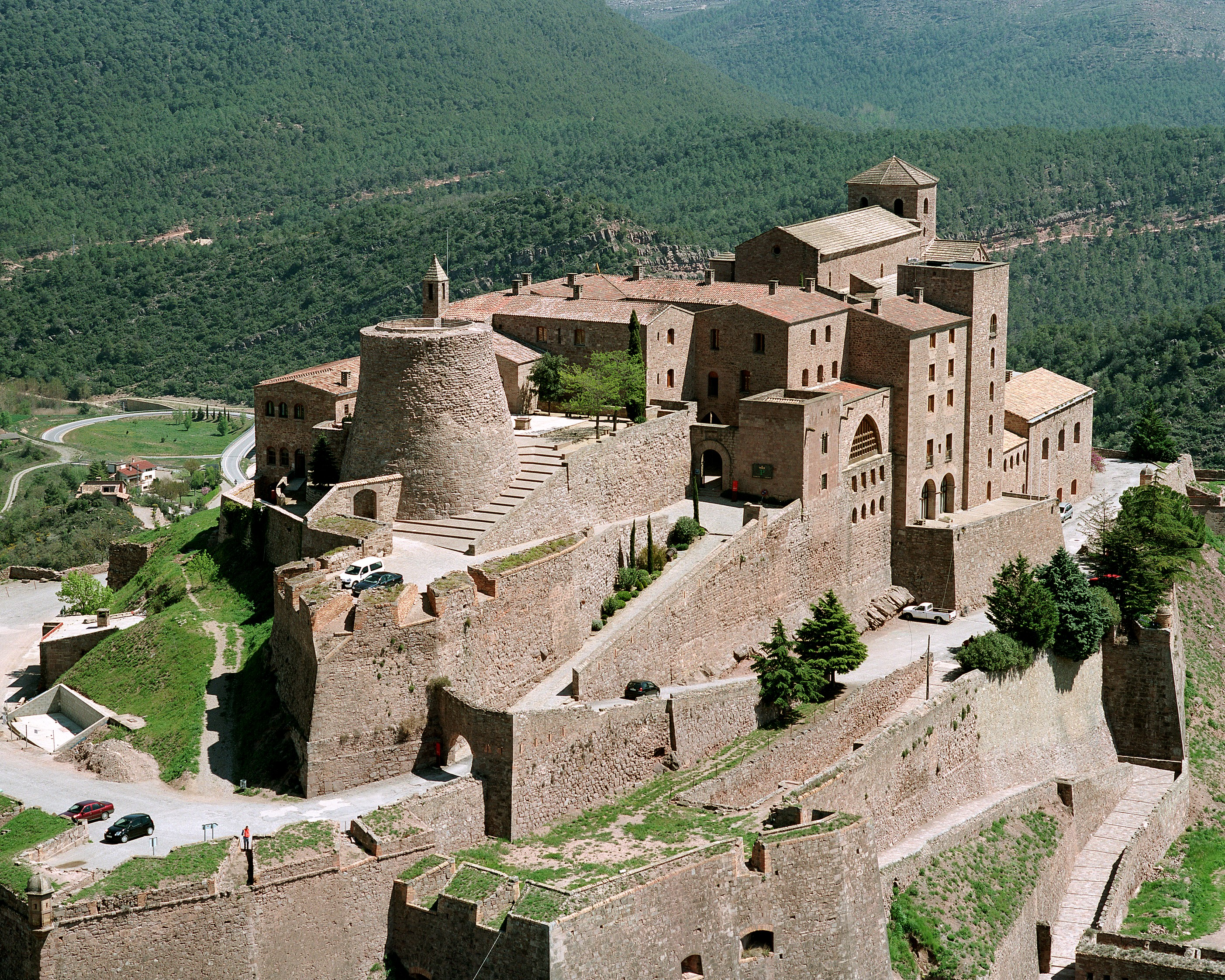
Cardona.
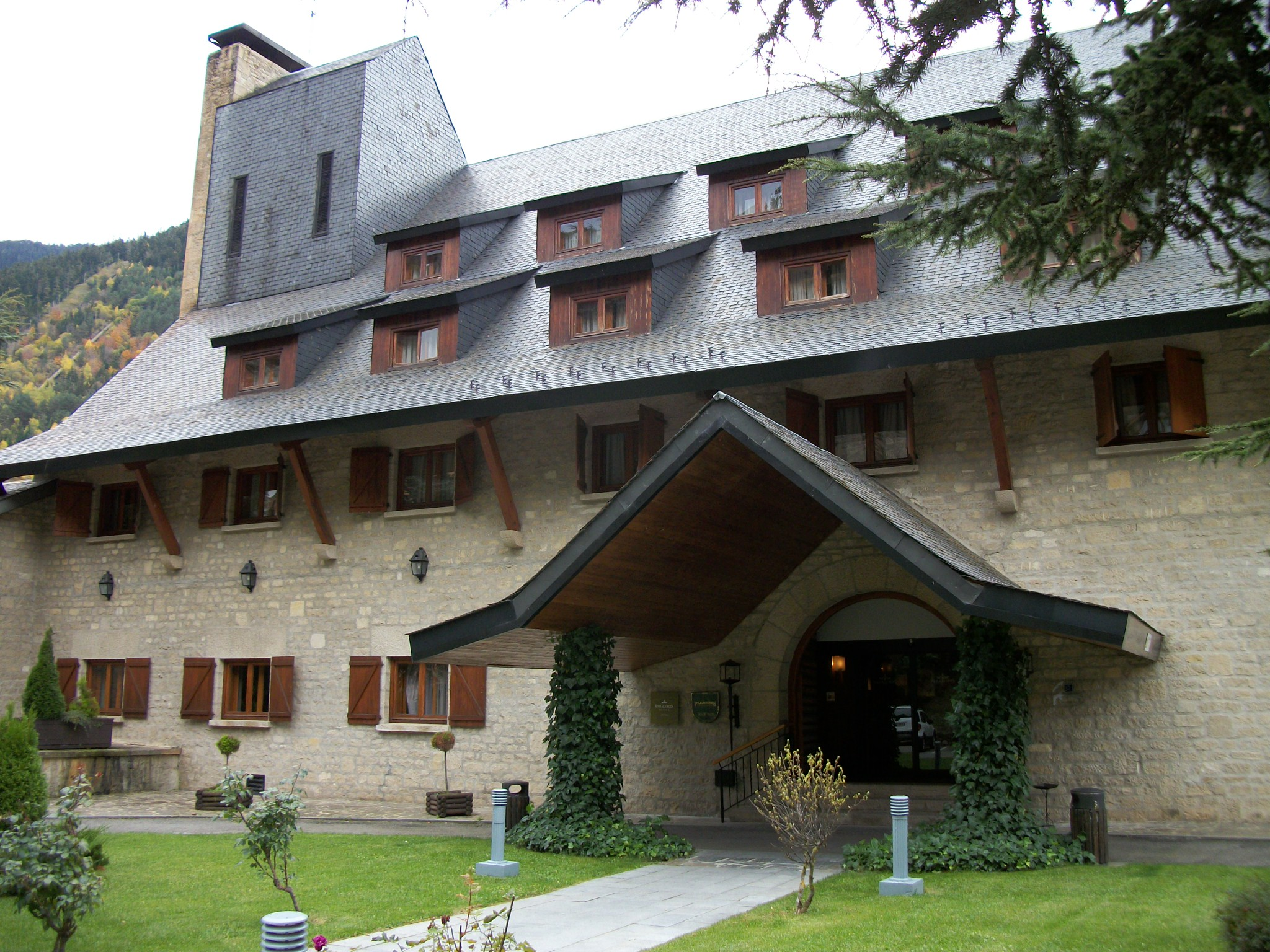
Arties.

#### Sur le net
- Facebook : facebook.com/paradores
- ParadoresTV : paradores.tv
- Youtube : youtube.com/user/Paradorestv
- Flickr : flickr.com/groups/paradores/